# Artena bivirgata
Artena bivirgata là một loài bướm đêm trong họ Erebidae.